# Tau de la Balena
Tau de la Balena (τ Ceti) és un estel de la constel·lació de la Balena que és espectralment semblant al Sol, tot i que només té el 78% de la massa del Sol. A una distància de poc menys de 12 anys llum del sistema solar, és una estrella relativament propera, i és l'estrella solitària més propera de tipus G. L'estrella apareix estable, amb una lleugera variació estel·lar.
Tau de la Balena és deficient en metall, que es relaciona normalment quan no hi ha planetes gegants i pocs planetes rocosos. Les observacions han detectat que hi ha deu vegades més la pols present en el sistema solar.
Des del desembre de 2012, hi ha proves de cinc planetes al voltant de Tau de la Balena, i un d'ells pot estar potencialment en la zona habitable. A causa del disc residual, qualsevol planeta que giri al voltant de Tau de la Balena pot patir més impactes astronòmics que la Terra. Malgrat aquest obstacle de l'habitabilitat, les seves característiques com a anàleg solar (semblant al Sol) han marcat l'interès estès per l'estrella. D'acord amb la seva estabilitat, semblança i relativa proximitat al Sol, Tau de la Balena està sempre en la llista d'objectius pel projecte de la Search for Extra-Terrestrial Intelligence (SETI), i apareix en la literatura de ciència-ficció.
L'astre es pot veure a ull nu, ja que és una estrella de tercera magnitud. Des de Tau de la Balena, el Sol pot ser una estrella de tercera magnitud en la constel·lació del Bover.

## Nom
Tau de la Balena no té un nom tradicional reconegut àmpliament. El nom «Tau Ceti» és la nomenclatura de Bayer d'aquesta estrella, establerta en el 1603 com a part del catàleg estel·lar Uranometria del cartògraf celestial alemany Johann Bayer: és el «nombre T» en la seqüència de Bayer de la constel·lació Cetus. Té el nom propi de Durre Menthor, que ve de l'aràb Al Durr' Al-Manthūur (الدرر المنثور), que significar Les Perles Disperses (del Collaret Trencat). En el catàleg d'estrella Calendarium d'Al Achsasi al Mouakket, escrit al Caire al voltant del 1650, aquesta estrella va ser designada com a Thālith al Naʽāmāt (تالت ألنعامة - taalit al naʽāmāt), que va ser traduït al llatí com a Tertia Struthionum, que significa el tercer dels estruços. Aquesta estrella, juntament amb η Cet (Deneb Algenubi), θ Cet (Thanih Al Naamat), ζ Cet (Baten Kaitos), i υ Cet, foren els Al Naʽāmāt (ألنعامة), les Estruces de Gallina.
En xinès, el «Graner Quadrat Celestial» (天倉) es refereix a un asterisme que consisteix en τ Ceti, ι Ceti, η Ceti, ζ Ceti, θ Ceti i 57 Ceti. De manera conseqüent, τ Ceti és coneguda com a «Cinquena Estrella del Graner Quadrat Celestial» (天倉五).

## Moviment
El moviment propi d'una estrella és la seva quantitat de moviment a través de l'esfera celeste, determinada per la comparació de la seva posició relativa a objectes més distants en el fons. Tau de la Balena és considerat a ser una estrella d'alt moviment propi, ja que té un travessar anual de només dos segons d'arc. Calen uns dos mil anys abans que aquesta estrella giri més d'un grau. Un alt moviment propi és un indicador de la proximitat al sol. Les estrelles properes poden travessar un angle d'arc a través del cel més ràpidament que les estrelles distants en el fons i són bones candidates per a estudis de paral·laxi. En el cas de Tau Ceti, les mesures de paral·laxi indiquen una distància d'11,9 anys llum. Això el converteix en un dels sistemes estel·lars més propers al sol, i el més proper de tipus G en l'espectre després d'Alfa del Centaure A.
La velocitat radial d'una estrella és el moviment cap o més enllà del Sol. A diferència del moviment propi, la velocitat radial d'una estrella no pot ser directament observada, però es pot determinat a través del mesurament de l'espectre. A causa de l'efecte Doppler, les línies d'absorció en l'espectre d'una estrella es desplacen lleugerament cap al vermell (o en ones de longitud d'ona més llargues) si l'estrella s'està allunyant de l'observador, o cap al blau (o en ones més curtes) quan es mou cap a l'observador. En el cas de Tau Ceti, la velocitat radial és de −17 km/s, amb el valor negatiu indicant que s'està movent cap al sol.
La distància a Tau de la Balena, amb el seu moviment propi i velocitat radial, permet que es pugui calcular el moviment de l'estrella a través de l'espai. La velocitat espacial relativa al Sol és de 37 km/s. Aquest resultat pot ser utilitzar per calcular el camí orbital de Tau Ceti a través de la galàxia de la Via Làctia. Té una distància al centre galàctic de 9,7 quiloparsecs (32.000 anys llum) i una excentricitat orbital de 0,22.

## Propietats físiques
Es creu que el sistema de Tau de la Balena té un únic component estel·lar. Es va observar un fosc company òptic, que és possiblement relacionat gravitacionalment, però està a 10 segons d'arc de la primària.
La majoria del que se sap sobre les propietats físiques de Tau de la Balena i el seu sistema vé determinat a través de mesuraments espectroscòpics. Comparant l'espectre es pot estimar els models informàtics de l'evolució estel·lar, l'edat, massa, radi i lluminositat de Tau de la Balena. Malgrat això, utilitzant un interferòmetre astronòmic, es poden realitzar directament mesuraments del radi de l'estrella amb una presició del 0,5%. Es desplega una línia de referència per mesurar angles molt més petits del que es poden resoldre utilitzant un telescopi convencional. Això va resultar, que el radi de Tau de la Balena va ser mesurat com el 79.3 ± 0.4% del radi solar. Aquest valor és de la mida estimada per a una estrella amb poc menys de la massa del Sol.

### Rotació
El període de rotació de Tau de la Balena va ser mesurat en les variacions periòdiques en les línies d'absorció clàssiques H i K del calci lleugerament ionitzat, o Ca II. Aquestes línies són associades amb l'activitat magnètica de la superfície, per tant la variació del període mesura el temps requerit per les zones d'activitat per completar una rotació completa d'una estrella. Això significa que el període de rotació de Tau de la Balena és estimat en 34 dies. A causa de l'efecte Doppler, l'índex de rotació d'una estrella afecta el gruix de les línies d'absorció en l'espectre. (la llum del costat de l'estrella allunyant-se de l'observador serà canviada a una longitud d'ona més llarga; la llum del costat movent-se cap a l'observador serà canviat a una longitud d'ona més curta.) Per tant, analitzant el gruix d'aquestes línies, es pot determinar la velocitat rotacional d'una estrella. La velocitat de rotació projectada de Tau de la Balena és:
{\displaystyle v_{\mathrm {eq} }\cdot \sin i\approx 1\ {\text{km}}/{\text{s}}.}
on veq és la velocitat a l'equador i i és l'angle d'inclinació de l'eix de rotació a la línia en observació. Per a una estrella G8 comuna, la velocitat de rotació és d'uns 2,5 km/s Els mesuraments de la relativa baixa velocitat rotacional indiquen que Tau de la Balena és observada des d'aproximadament la direcció del seu pol.

### Metal·licitat
La composició química d'una estrella proveeix pistes importants de la seva història evolutiva, incloent-hi l'època quan es va formar. El medi interestel·lar de pols i gas on les estrelles es formen està compost bàsicament d'hidrogen i heli amb certes quantitats d'elements pesants. Com que les estrelles properes evolucionen contínuament i moren, van plantar en el medi interestel·lar un augment en la porció d'elements més pesants. Així que les estrelles més joves tendiran a tenir una porció d'elements més pesants més elevada en les seves atmosferes que les estrelles més antigues. Aquests elements pesants són anomenats metalls pels astrònoms i la porció d'elements pesants és la metal·licitat. La quantitat de metal·licitat en una estrella és donada en termes de la ràtio de ferro (Fe), i un element lleuger de fàcil observació com l'hidrogen. Un logaritme de la relativa abundància de ferro és la comparació amb el sol. En el cas de Tau de la Balena, la metal·licitat atmosfèrica és d'aproximadament:
{\displaystyle \left[{\frac {\mathrm {Fe} }{\mathrm {H} }}\right]=-0.50}
o una tercera part l'abundància del Sol. Els anteriors mesuraments han variat entre −0,13 a −0,60.
Aquesta menor abundància de ferro indica que Tau de la Balena és gairebé sens dubte més antic que el sol. S'havia estimat anteriorment que l'edat aproximada és de 10 Ga però ara es creu que és al voltant de la meitat en 5,8 Ga. Això es compara els 4,57 Ga del Sol. No obstant, l'edat calculada per ordinadors estimen que Tau de la Balena és de 4,4–12 Ga, depenent del model adoptat.
A més de la rotació, un altre factor que poden ampliar les característiques d'absorció en l'espectre d'una estrella és l'ampliació de pressió. (Vegeu línia espectral.) La presència de les partícules properes afecten la radiació emesa per una partícula individual. Per tant, el gruix de la línia és dependent de la pressió en la superfície de l'estrella, que al mateix torn és determinada per la temperatura i la gravetat de la superfície. Aquesta tècnica va ser utilitzada per determinar la gravetat de la superfície de Tau de la Balena. El log g, o logaritme de la gravetat superficial de l'estrella, és d'uns 4,4 —molt proper als log g = 4,44 del Sol.

### Lluminositat i variabilitat
La lluminositat de Tau de la Balena és igual a només el 55% de la lluminositat del sol. Un planeta terrestre pot necessitar orbitar aquesta estrella a una distància d'uns 0,7 ua perquè coincideixi amb el nivell d'insolació solar de la Terra. Això és aproximadament el mateix que la distància mitjana entre Venus i el sol.
La cromosfera de Tau de la Balena —la part de l'atmosfera d'una estrella just per sobre de la fotosfera emissora de llum— actualment mostra una petita o nul·la activitat magnètica, indicant una estrella estable. Un estudi de nou anys sobre la temperatura, la granulació, i la cromosfera van mostrar cap variació sistemàtica; les emissions de Ca II al voltant de les bandes infraroges H i K mostren un possible cicle d'onze anys, però és feblement relatiu al sol. Alternativament, es va suggerir que l'estrella pot estar en un estat de baixa activitat anàleg a un mínim de Maunder—un període històric, associat amb la Petita Edat de Gel a Europa, quan les erupcions solars es van convertir en extremadament rars en la superfície del Sol. Els perfils de línia espectral de Tau de la Balena són extremadament estrets, indicant una baixa turbulència i rotació observada. L'amplitud de les oscil·lacions de l'estrella són la meitat del sol, i tenen una durada menor.

### Disc de pols
El 2004, un equip d'astrònoms britànics dirigits per Jane Greaves van descobrir que Tau de la Balena té més de deu vegades la quantitat de material cometari i asteroidal orbitant que la del Sol. Això va ser determinat mesurant el disc de pols fred orbitant l'estrella produït per col·lisions entre petits cossos. Aquest resultar posa un amortidor en la possibilitat de vida complexa en el sistema, ja que qualsevol planeta hauria patit de grans impactes astronòmics aproximadament deu vegades la freqüència que la Terra. Greaves va observar durant la seva investigació: «és el que [qualsevol planeta] pot experimentar del bombardejament constant d'asteroides del tipus que va provocar l'extinció dels dinosaures». Aquests bombardejaments haurien inhibit el desenvolupament de la biodiversitat entre impactes. Malgrat això, és possible que un gegant de gas de la mida de Júpiter pot desviar els cometes i asteroides.
El disc de pols va ser descobert mesurant la quantitat de radiació emesa pel sistema en la part infraroja llunyana de l'espectre. El disc forma una característica simètrica que se centra en l'estrella, i el radi exterior té una mitjana de 55 ua. La falta de radiació infraroja de les parts més calentes del disc proper a Tau de la Balena impliquen una retallada interior del radi de 10 ua. En comparació, el cinturó de Kuiper del sistema solar s'estén de les 30–50 ua. En ser mantingut per un llarg període, aquest anell de pols ha de ser constantment afectat per col·lisions per cossos més grans. La major part del disc apareix a estar orbitant Tau de la Balena a una distància de 35–50 AU, així fora de la zona habitable. A aquesta distància, el cinturó de pols pot ser anàleg al cinturó de Kuiper que es troba fora de l'òrbita de Neptú en el sistema solar.
Tau de la Balena mostra que les estrelles necessiten no perdre grans discs en aquesta edat i que un cinturó prim no pot ser comú en les estrelles semblants al sol. El cinturó de Tau de la Balena és només 1⁄20a part tan dens com el cinturó del seu jove veí, Epsilon Eridani. La falta relativa de pols al voltant del sol pot ser el cas inusual: un membre de l'equip d'investigació suggereix que el sol pot haver passat a prop d'una altra estrella a principis de la seva història i va perdre la majoria dels cometes i asteroides. Les estrelles amb grans discs de pols han alterat astronòmicament el pensament sobre la formació de planetes; les estrelles de discos de pols, on el seu material és contínuament generat per col·lisions, semblen formar planetes fàcilment.

## Investigacions planetàries i vida

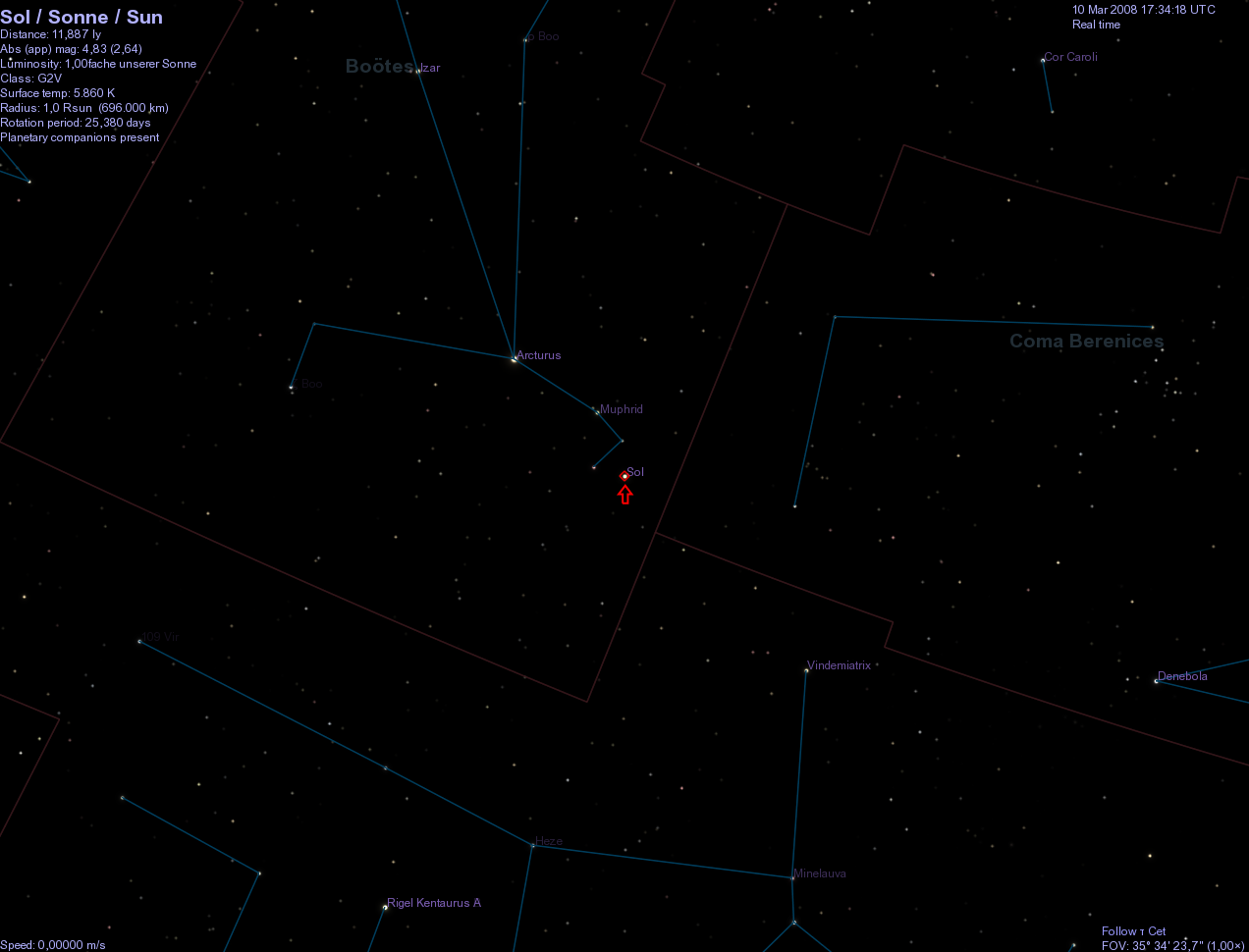
El sol vist des de Tau de la Balena.

Els principals factors que condueixen a l'interès a investigar Tau de la Balena són les seves característiques semblants al sol i les seves implicacions per a possibles planetes i vida. Hall i Lockwood van informar que «els termes «estrella solar», «anàleg solar» i «bessona solar» [són] descripcions progressivament restrictives». Tau de la Balena cau en la segona categoria, donant la seva massa i variabilitat semblant, però la falta relativa de metalls. Les semblances han inspirat les referències de la cultura popular durant dècades, com també l'examinació científica.
Tau de la Balena va ser un objectiu de diverses recerques planetàries per velocitat radial. Fins al 1988, les observacions van descartar qualsevol variació periòdica atribuïbles a planetes massius al voltant de Tau de la Balena en distància semblants a Júpiter. Fins al desembre de 2012, es van realitzar mesuraments més precisos que mai per descartar aquests planetes. La precisió de la velocitat va arribar als 11 m/s mesurats en un període de cinc anys. Aquest resultat exclou la presència de Júpiters calents, i probablement exclou qualsevol planeta amb una massa mínima més gran o igual a la de Júpiter i en períodes orbitals inferiors a 15 anys. A més, un sondeig d'estrelles properes completat en 1999 realitzat per la Wide Field and Planetary Camera del Telescopi Espacial Hubble, incloent-hi una recerca de febles companys de Tau de la Balena; va resultar que no es van descobrir resultats fins als límits de la potència del telescopi.
Aquestes recerques només van excloure els cossos de nanes marrones més grans i no es va impedir la troballa dels planetes gegants més petits, planetes semblants a la Terra en òrbita al voltant de l'estrella. Si els Júpiters calents haguessin existit propers a l'òrbita, haurien interromput la zona habitable de l'estrella; la seva exclusió va ser considerat com un punt positiu per a la possibilitat de l'existència de planetes semblants a la Terra. Les investigacions generals han demostrat una correlació positiva entre la presència de planetes extrasolars i una estrella associada relativament alta en metall, suggerint que les estrelles amb metal·licitat més baixa com la de Tau de la Balena han reduït l'oportunitat de posseir planetes. La composició atmosfèrica dels planetes de Tau de la Balena pot revelar que la vida primitiva seria inorgànica, com l'oxigen a la Terra és indicatiu de vida.

### SETI i HabCat

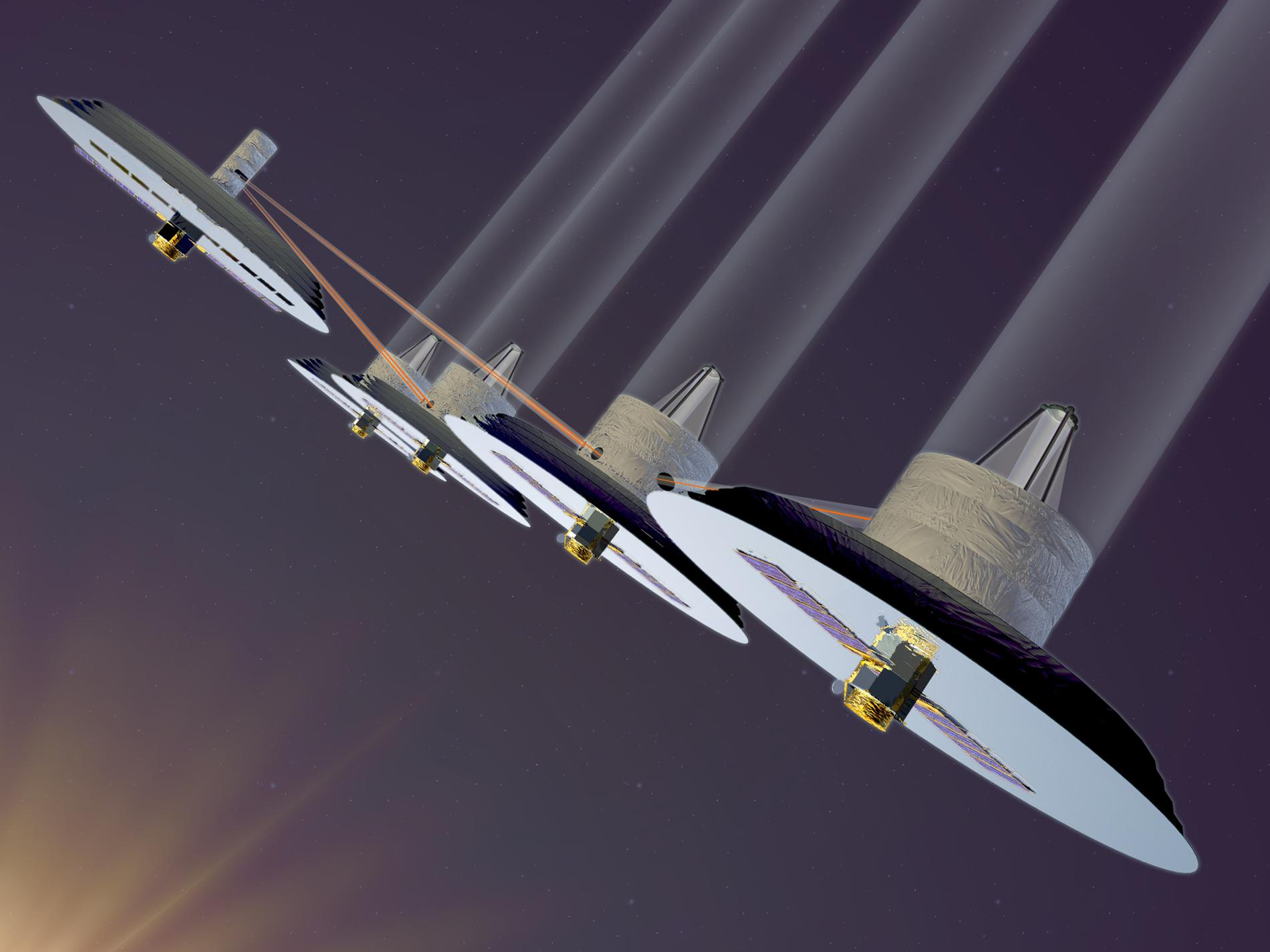
Tau de la Balena pot ser un objectiu de recerca per la Terrestrial Planet Finder

El projecte de recerca més optimístic fou el Projecte Ozma, que va ser destinat a la recerca d'intel·ligència extraterrestre (SETI) per l'examinació d'estrelles seleccionades per indicacions de senyals de ràdio artificials. Es va executar per l'astrònom Frank Drake, que va seleccionar Tau de la Balena i Èpsilon d'Eridà com a objectius inicials. Ambdós estan situats prop del sistema solar i són físicament semblants al sol. No es van trobar senyals artificials malgrat les 200 hroes d'observacions. Les recerques subsegüents de ràdio d'aquest sistema solar també han donat un resultat negatiu.
Aquesta falta de resultats no han humitejat l'interès per observar el sistema de Tau de la Balena per la recerca de biosignatures. En el 2002, les astrònomes Margaret Turnbull i Jill Tarter van desenvolupar el Catalog of Nearby Habitable Systems (HabCat) sota els auspicis del Projecte Phoenix, un altre esforç del SETI. La llista conté més de 17000 sistemes teòricament habitables, aproximadament el 10% de la mostra original. El següent any, Turnbull va refinar la llista amb els 30 sistemes més prometedors de 5000 en cent anys llum del sol, incloent Tau Ceti; això forma part de les bases de recerca de ràdio amb l'Allen Telescope Array. També es va seleccionar a Tau de la Balena en una curta llista de les cinc estrelles més adequades per a les recerques (indefinidament ajornades) El sistema de telescopis Terrestrial Planet Finder, va comentar que «aquests llocs serien bons per viure si Déu posés el nostre planeta al voltant d'una altra estrella».

### Planetes

Òrbites dels planetes de Tau de la Balena

El 19 de desembre de 2012, es van presentar proves que existeix un sistema de cinc planetes orbitant Tau de la Balena. La massa mínima dels planetes és estimada entre dues a sis vegades la de la Terra, amb períodes que van de 14 a 640 dies. Un d'ells, temptativament anomenat Tau de la Balena e, apareix en òrbita a mig camí de Tau de la Balena com la Terra ho fa des del Sol. Amb la lluminositat de Tau de la Balena del 52% del sol i una distància de l'estrella d'uns 0,552 ua, el planeta pot rebre 1,71 vegades més radiació estel·lar que la Terra, lleugerament menys que Venus amb 1,91 vegades la de la Terra. De totes maneres, algunes investigacions el situen en la zona habitable de l'estrella. El Planetary Habitability Laboratory va calcular que Tau de la Balena f, pot rebre el 28,5% de llum que la Terra, comparat amb Mart amb el 43%, indicant que està per poc també en zona habitable de l'estrella.
| Companya (per ordre des de l'estrella) | Massa          | Semieix major (ua) | Període orbital (dies) | Excentricitat | Inclinació | Radi |
| -------------------------------------- | -------------- | ------------------ | ---------------------- | ------------- | ---------- | ---- |
| b                                      | 2,00 ± 0,80 M⊕ | 0,105 ± 0,006      | 13,965 ± 0,02          | 0,16 ± 0,22   | —          | —    |
| c                                      | 3,1 ± 1,40 M⊕  | 0,195 ± 0,01       | 35,362 ± 0,1           | 0,03 ± 0,28   | —          | —    |
| d                                      | 3,60 ± 1,7 M⊕  | 0,374 ± 0,02       | 94,11 ± 0,7            | 0,08 ± 0,26   | —          | —    |
| e                                      | 4,30 ± 2,01 M⊕ | 0,552 ± 0,03       | 168,12 ± 2,0           | 0,05 ± 0,22   | —          | —    |
| f                                      | 6,67 ± 3,50 M⊕ | 1,35 ± 0,09        | 642 ± 37               | 0,03 ± 0,26   | —          | —    |

## Veïnatge
Tau de la Balena és una estrella de l'hemisferi sud, en la constel·lació Cetus (Balena): assumint perfectes condicions visuals, és visible sobre la latitud 75°N. La constel·lació és gran, i es troba just al sud de l'equador celeste. Altres estrelles visibles són la variable Mira i unes altres que malgrat trobar-se en la mateixa direcció des de la Terra, no estan físicament properes unes de les altres: per exemple la gegant taronja Beta de la Balena, la més brillant de la constel·lació, està aproximadament a 100 anys llum del sol, gairebé 10 vegades més lluny que Tau de la Balena. La majoria de les estrelles properes a Tau de la Balena són febles i no poden apreciar-se a simple vista, entre elles YZ de la Balena i Luyten 726-8.

## En la ficció
Els sistemes planetaris d'estrelles fora del sol i el sistema solar són un element bàsic en gran part de la ciència-ficció. Tau de la Balena és la segona estrella més propera al Sol (després d'Alfa del Centaure A) amb una classe espectral G, que permet popularment al sistema, l'origen dels relats de ciència-ficció. El sol, també de classe G, proporciona un model obvi per la possibilitat que l'estrella pot albergar mons capaços de sostenir la vida. Però Tau de la Balena, amb un pes de ~0,78 {\displaystyle {\begin{smallmatrix}M_{\odot }\end{smallmatrix}}}, és pobre en metall i així es pensa que és poc probable que contingui planetes rocosos; per altra banda, les observacions han detectat més de deu vegades la quantitat de pols al voltant de l'estrella del que hi ha al Sistema Solar, una condició que tendeix a augmentar la probabilitat d'aquests cossos. Atès que la lluminositat de l'estrella és tot just el 55% que el sol, aquests planetes haurien de girar en el radi orbital de Venus per tal que coincideixi amb la insolació rebuda per la Terra. A continuació es poden citar algunes obres de ciència-ficció que relaten sobre l'estrella o el seu sistema:
- En les sagues dels robots i de la Fundació d'Isaac Asimov, el planeta Aurora i les seves dues llunes de la grandària d'asteroides orbiten Tau de la Balena.
- En la Guia de l'Autoestopista Galàctic existeix un món conegut com a Sirius Tau Ceti colonitzat -o construït per- la Corporació Cibernètica Sirius.
- En la saga de novel·les de ciència-ficció Worldwar, de Harry Turtledove, el segon planeta de Tau de la Balena és el lloc d'origen dels alienígenes d'aspecte reptilià que s'anomenen La Raça (The Race en anglès), que envaeixen i tracten de conquerir la Terra mentre hi està tenint lloc la Segona Guerra Mundial.

## Bibliografia

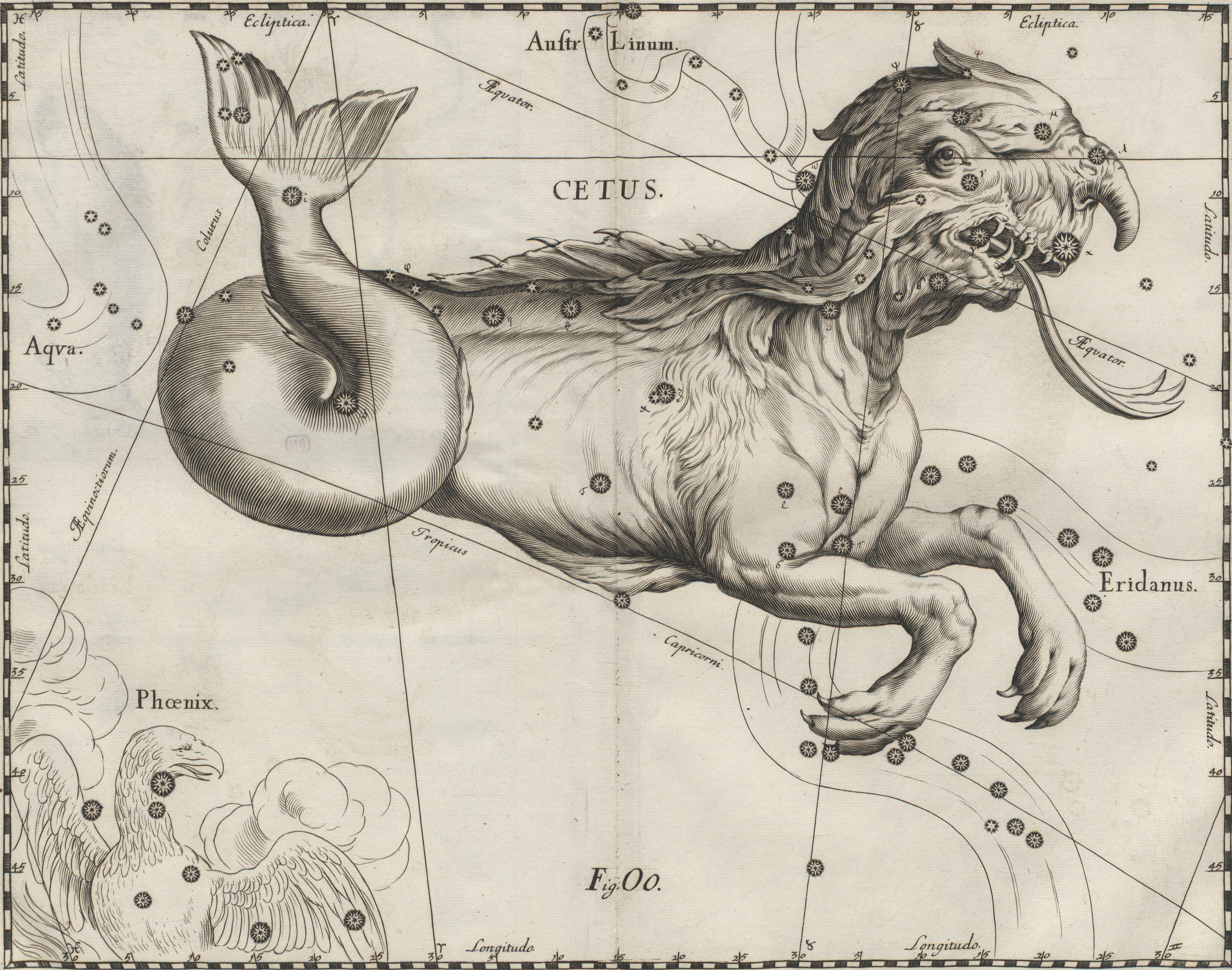
Constel·lació de la Balena, Johannes Hevelius 1690